# Kehlen
Kehlen (luxemburgiska: Kielen) är en kommun och en stad i västra Luxemburg. Kommunen ligger i kantonen Capellen. Den hade år 2017, 5 903 invånare. Arean är 28,2 kvadratkilometer.